# Siergiej Kielnicz
Siergiej Michajłowicz Kielnicz, ros. Сергей Михайлович Кельнич (ur. prawdopodobnie w 1890, zm. 1969) – rosyjski, a następnie emigracyjny dziennikarz i publicysta, emigracyjny działacz społeczny
Do 1914 r. współpracował z warszawskim pismem "Warszawskaja mysl". Po wybuchu I wojny światowej był korespondentem wojennym pisma "Utro Rossii". Publikował też w takich pismach, jak "Russkoje słowo",  "Wriemieni", "Russkaja buduszcznost'". Pisał pod pseudonimem "S. Moskwin". Od lutego 1917 r. pełnił funkcję redaktora gazety frontowej "Армейский голос". W 1918 r. przebywał w Kijowie, publikując w miejscowej prasie. Od pocz. 1919 r. stał na czele agencji telegraficznej "Russkult" w Odessie. Pisał też artykuły w lokalnych gazetach. W lutym 1920 r. przyjechał do Polski. Wszedł w skład Rosyjskiego Komitetu Politycznego. W 1921 lub 1922 r. zorganizował, po czym objął funkcję dyrektora Rosyjskiej Agencji Telegraficznej "Russpress". Od końca 1924 r. kierował wydawnictwem-biblioteką rosyjską "Dobro". Jednocześnie przewodniczył Biuru Wykonawczemu Funduszu Szkoły Rosyjskiej przy Związku Rosyjskich Organizacji Mniejszościowych w Polsce i Komitetowi Rodzicielskiemu przy Gimnazjum Rosyjskim w Warszawie. W latach 30. stał na czele Kręgu Przyjaciół Gimnazjum Rosyjskiego. Był korespondentem pism "Rul" (Berlin) i "Siegodnia" (Ryga). Pisał artykuły w piśmie "Wozrożdienije" (Paryż). Po zajęciu Polski przez wojska niemieckie we wrześniu 1939 r., był korespondentem berlińskiego pisma rosyjskiego "Nowoje słowo" (do poł. 1941 r.). W 1944 r. wyjechał do Niemiec. Po zakończeniu wojny przebywał w obozach dla uchodźców cywilnych. Następnie wyemigrował do Argentyny, gdzie pisał artykuły do emigracyjnej prasy rosyjskiej.